# Pro multis

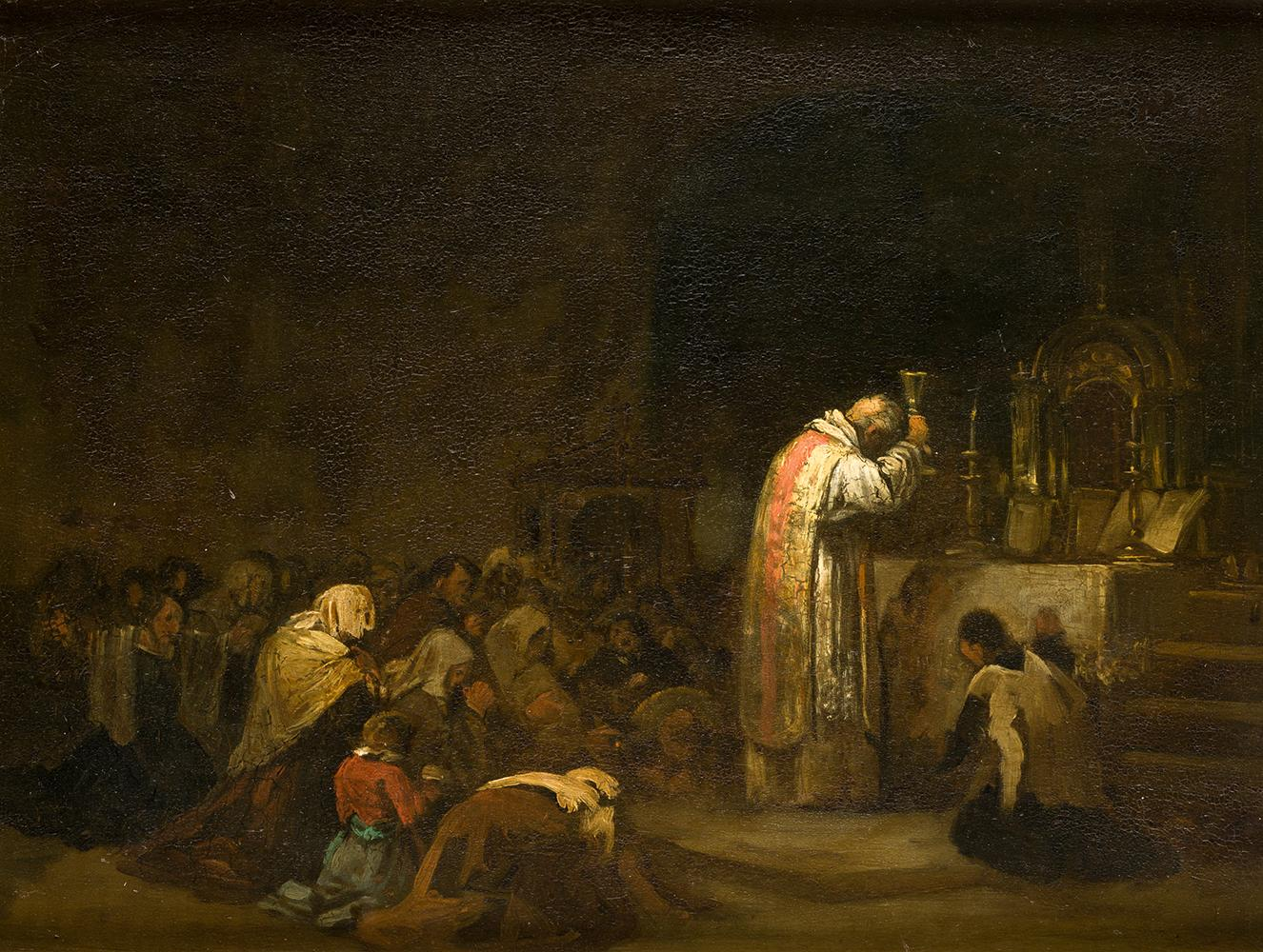
L'élévation du calice eucharistique par Eugenio Lucas Velázquez

Dans la liturgie catholique, la formule pro multis (qui peut se traduire par pour beaucoup ou pour des multitudes) fait partie de la prière eucharistique. Le sens précis de cette formule, et la façon de la traduire dans les langues vernaculaires, font l'objet de débats. Elle est liée à la théologie de l'eucharistie et à la sotériologie, branche de la théologie qui étudie la question du salut.

## Formules actuelles
Depuis l'introduction des réformes liturgiques qui ont suivi le concile Vatican II, il est habituel que la messe soit dite en langage vernaculaire, y compris pour les paroles de consécration du pain et du vin. Le missel romain prévoit les formules rituelles suivantes lorsque le prêtre consacre le calice
| Texte latin | Traduction actuelle |
| --- | --- |
| Accipite, et bibite ex eo omnes: hic est enim calix Sanguinis mei novi et aeterni testamenti, qui pro vobis et pro multis effundetur in remissionem peccatorum. | Prenez, et buvez-en tous, car ceci est la coupe de mon sang, le sang de l’alliance nouvelle et éternelle qui sera versé pour vous et pour la multitude en rémission des péchés. |

Le sens littéral du latin pro multis est pour beaucoup. Dans différents pays du monde, il a été traduit pour tous (ce qui correspondrait au latin pro omnibus), ou quelquefois, comme en français, pour la multitude.

## Traduction ou interprétation

### Les traductions des années 1960
Dans une lettre récapitulant les circonstances des traductions du missel romain en langue vernaculaire dans les années 1960, le pape Benoît XVI évoque un « consensus exégétique sur le fait que les mots "les multitudes", "beaucoup", en Isaïe 53, 11 et suivants, étaient une forme d’expression hébraïque pour indiquer l’ensemble, "tous" » qui a influencé la façon de traduire les récits de l’institution de l'Eucharistie faits par Matthieu et Marc. Le terme « beaucoup » employé par ces évangélistes a été considéré comme un sémitisme pouvant être lui aussi traduit par « tous ». Le pape ajoute que ce consensus a disparu, comme le marque le retour à la traduction « beaucoup » dans les traductions des Évangiles.
Benoît XVI relève en outre que le choix effectué en faveur de la formule « pour tous » ne relève pas seulement de la traduction mais d'une part d'interprétation. De fait, pour justifier le choix effectué par la Congrégation pour le culte divin, le père jésuite Max Zerwick indique en 1970
« La locution "pour beaucoup", dit-on, est comprise de façon irréfléchie comme excluant que l'œuvre de rédemption du Christ soit universelle. Or lue dans un état d'esprit sémite la Bible laissait voir cette connotation d'universalité dans la phrase "pour beaucoup". De fait cette connotation était certainement présente, à cause du contexte théologique. Quelqu'évidence qu'elle ait revêtue pour les anciens, cette allusion au serviteur souffrant d'Isaïe n'est aujourd'hui claire que pour les experts. »

### Le sens théologique
Le sens théologique doit être entendu en reprenant l'ensemble de la formule pour vous et pour beaucoup. Benoît XVI en donne une interprétation dans sa lettre. Il indique que la mission donnée par Jésus transcende le groupe des apôtres présents lors de la Cène, mais qu'elle est concrétisée et confiée à eux personnellement par le « pour vous ». Lorsque la communauté des fidèles célèbre l’Eucharistie, cette expression manifeste l'union concrète à l’amour de Jésus.
Le pape réaffirme comme une « certitude fondamentale de la foi » le fait que le Christ est mort « pour tous ». En revanche, « la forme sous laquelle le Seigneur atteint les autres – "tous" – à sa manière reste un mystère. […] "Beaucoup" ont la responsabilité de "tous". ».

### Critique du choix de traduction
L'instruction Liturgiam Authenticam, publiée en 2001 par la Congrégation pour le culte divin et la discipline des sacrements marque une prise de conscience des divergences de traduction dans les différentes langues et la volonté du Saint Siège de revoir l'esprit dans lequel ces traductions s'effectuent. L'instruction stipule ainsi :
« Afin qu’un tel patrimoine et tant de richesses soient conservés et transmis au long des siècles, on doit prêter attention en premier lieu au principe suivant lequel la traduction des textes de la Liturgie romaine ne sont pas une œuvre de créativité, mais qu’il s’agit plutôt de rendre de façon fidèle et exacte le texte original dans une langue vernaculaire. Même s’il est permis de recourir à des mots, de même qu’à la syntaxe et au style, qui peuvent produire un texte facile à comprendre dans la langue du peuple, et qui soit conforme à l’expression naturelle d’une telle langue, il est nécessaire que le texte original ou primitif soit, autant que possible, traduit intégralement et très précisément, c’est-à-dire sans omission ni ajout, par rapport au contenu, ni en introduisant des paraphrases ou des gloses; il importe que toute adaptation au caractère propre et au génie des diverses langues vernaculaires soit réalisée sobrement et avec prudence »

## Évolution des traductions dans les différents pays
En 2005, trois mois après son élection, Benoît XVI fait réaliser par la Congrégation pour le culte divin et la discipline des sacrements un sondage auprès des conférences épiscopales, afin de connaître leur avis en ce qui concernait la traduction du « pro multis ». En octobre 2006, le cardinal Arinze, ayant recueilli les réponses des conférences, leur envoie une circulaire énumérant six raisons d’adopter le « pour beaucoup » et exhortant les évêques à « entreprendre la nécessaire catéchèse des fidèles » pour accompagner ce changement.
En mai 2012, la conférence épiscopale allemande a adopté le principe d'introduire une traduction plus proche du texte latin en employant « für viele », pour beaucoup. D'autres pays ont suivi une évolution analogue : Espagne, Hongrie, États-Unis, Royaume-Uni et dans différents pays d'Amérique latine. En revanche, en Italie et en Autriche, la demande de modification de la traduction n'a pas été adoptée.